# Kálil

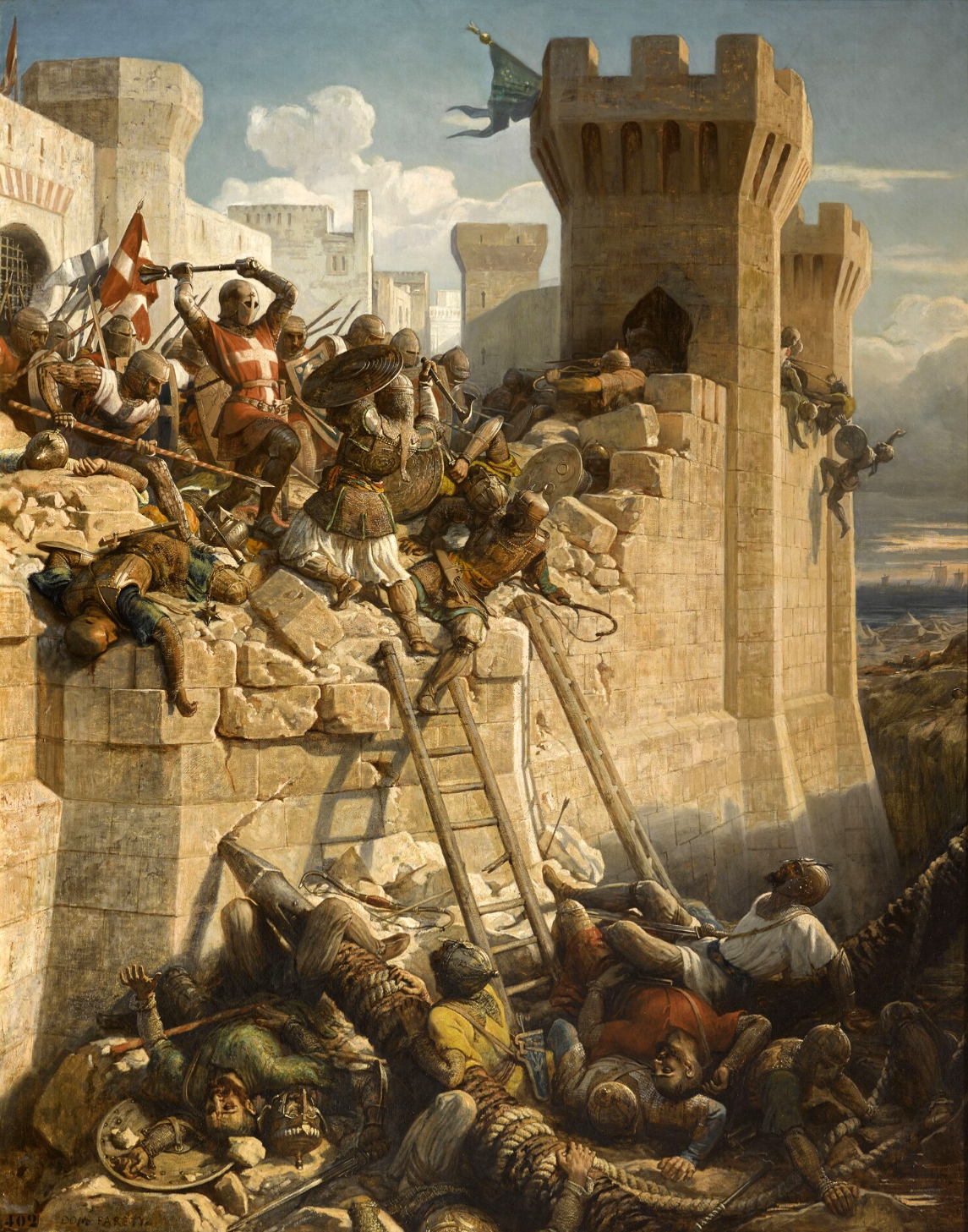
Obléhání Akkonu v roce 1291

Al-Ašraf Kálil (arabsky لأشرف خليل‎, celým jménem al-Malik al-Ašraf Saláh ad-Dín Kálil ibn Kalavun, arabsky الملك الاشرف صلاح الدين خليل بن قلاوون‎) byl v letech 1290 až do své smrti roku 1293 mamlúcký sultán v Egyptě. Jeho nejslavnějším činem bylo definitivní dobytí křižáckých států v Palestině pro muslimy.
Kálil byl synem sultána Kalavuna. Když v roce 1288 zemřel Kálilův starší bratr as-Salih Alí, byl al-Ašraf jmenován spoluvládcem svého otce. Kálil se netěšil Kalavunově důvěře a zpočátku odmítal jeho zapojení do vlády. V roce 1289 Kalavun dobyl křižácké Tripolské hrabství a pochodoval na hlavní město Jeruzalémského království Akkon. V listopadu však Kalavun zemřel a Kálil plně zaujal jeho místo a pokračoval v tažení na město. V květnu nový sultán shromáždil u hradu Krak des Chevaliers proti křižákům posily z Egypta a Sýrie. 17. června 1291 po krvavém obléhání Akkon padl. Město bylo vydrancováno a zničeno a obyvatelstvo zčásti vyvražděno a zčásti prodáno do otroctví. Poté se Kálil vrátil do svého sídelního města Káhiry. Dobytí Akkonu bylo veliké vítězství. Proces znovudobývání Palestiny započatý roku 1187 Saladinem byl dovršen.
Rok po dobytí Akkonu provedl sultán invazi do Arménského království a dobyl mocnou pevnost Hromgla, sídlo arménského patriarchy. Království se poté dalo na cestu postupného úpadku. Na druhou stranu Kálil navázal dobré vztahy s křižáckým Kyperským královstvím, Aragonským a Sicilským královstvím a uzavřel s nimi obchodní i vojenské dohody.
Pokračoval v politice svého otce nahrazování tureckých mamlúkú Čerkesy, kteří byli považování za loyálnější. Jako svého vezíra jmenoval Araba al-Salúse, čímž obnovil tradici vezírů, která byla během 13. století přerušena, čímž si však mamlúky proti sobě popudil. V roce 1293 byl Kálil zavražděn svým tureckým regentem Bajdarou, který se rychle prohlásil sultánem, ale sám byl rychle odstraněn Čerkesy. Na trůn poté dosedl Kálilův mladší bratr al-Násir Muhammad, který byl do roka svržen Katbughou, bývalým stoupencem Bajdary, podzději přešlým k Čerkesům.